# Тодорчук Надія Трохимівна
Надія Трохимівна Тодорчук (1942, село Зелена, Королівство Румунія, тепер Кельменецького району Чернівецької області) — українська радянська діячка, новатор сільськогосподарського виробництва, ланкова колгоспу «Родина» Кельменецького району Чернівецької області. Депутат Верховної Ради УРСР 7-го скликання.

## Біографія
Народилася у селянській родині.
З кінця 1950-х років — ланкова комсомольсько-молодіжної ланки колгоспу «Родина» села Зелена Кельменецького району Чернівецької області. Збирала високі врожаї кукурудзи, цукрових буряків, соняшника.
Обиралася членом Чернівецького обласного комітету ЛКСМУ. Була делегатом XV з'їзду ВЛКСМ.
Член КПРС.

## Нагороди
- орден Трудового Червоного Прапора (1966)
- медалі